# Тиосульфат серебра
Тиосульфат серебра — неорганическое соединение, 
соль металла серебра и тиосерной кислоты с формулой Ag2S2O3,
белый порошок,
слабо растворяется в воде.

## Получение
- Действие на избыток фторида серебра(I) раствором тиосульфата натрия:

{\displaystyle {\mathsf {2AgF+Na_{2}S_{2}O_{3}\ {\xrightarrow {}}\ Ag_{2}S_{2}O_{3}\downarrow +2NaF}}}

## Физические свойства
Тиосульфат серебра образует неустойчивый белый порошок.
Не растворяется в воде.

## Химические свойства
- Растворяется в растворах тиосульфатов щелочных металлов:

{\displaystyle {\mathsf {Ag_{2}S_{2}O_{3}+3Na_{2}S_{2}O_{3}\ {\xrightarrow {}}\ 2Na_{3}[Ag(S_{2}O_{3})_{2}]}}}
- Разлагается при длительном кипячении водной суспензии:

{\displaystyle {\mathsf {Ag_{2}S_{2}O_{3}+H_{2}O\ {\xrightarrow {100^{o}C}}\ Ag_{2}S+H_{2}SO_{4}}}}